# Aeranthes henricii
Aeranthes henricii là một loài lan.